# Ulucoccus danumensis
Ulucoccus danumensis är en insektsart som beskrevs av Takagi, Pong och Ghee 1990. Ulucoccus danumensis ingår i släktet Ulucoccus och familjen pansarsköldlöss. Inga underarter finns listade i Catalogue of Life.